# Вальтер Шрайбер
Карл Вальтер Рудольф Шрайбер (іноді Шрейбер, нім. Walther Carl Rudolf Schreiber; 10 червня 1884 — 30 червня 1958) — німецький політик. Як член Німецької демократичної партії, у 1925–1932 роках обіймав посаду міністра торгівлі Пруссії. У 1953–1954 роках Шрайбер протягом 15 місяців обіймав посаду правлячого бургомістра Берліна.

## Біографія
Син власника дворянського маєтку, Вальтер Шрайбер навчався у веймарській гімназії. Вивчав юриспруденцію і суспільно-політичні науки в Мюнхені, Галле, Берліні і Греноблі. У 1911–1925 роках працював адвокатом, і нотаріусом в Галле. Брав участь у Першій світовій війні офіцером-добровольцем, в листопаді 1918 року був обраний до солдатську раду при вищому командуванні. У 1919 році був обраний в прусський ландтаг від Німецької демократичної партії.
Після Другої світової війни Шрайбер дотримувався християнсько-демократичних поглядів і став співзасновником Християнсько-демократичного союзу Німеччини в Берліні і Радянській зоні окупації Німеччини. На виборах в Берлінські законодавчі збори 1950 року очолив виборчий список партії та за результатами виборів висунув свою кандидатуру на пост правлячого бургомістра, але при рівності голосів з чинним правлячим бургомістром Ернстом Рейтером зняв свою кандидатуру з виборів на користь свого суперника. Після смерті Рейтера 29 вересня 1953 року коаліція в уряді розпалася, і Шрайбер отримав посаду правлячого бургомістра. Після виборів 1954 року на посаду правлячого бургомістра був обраний соціал-демократ Отто Зур.
Ім'я Вальтера Шрайбера носить площа в Берліні і однойменна станція Берлінського метрополітену.